# لقمه‌ماهی قهوه‌ای
لقمه‌ماهی قهوه‌ای (نام علمی: Himantura toshi) نام یک گونه از سرده لقمه‌ماهی‌های شلاقی است.